# Рокотов, Фёдор Степанович
Фёдор Степа́нович Ро́котов (около 1735—1736, имение Воронцово, ныне в черте Москвы — 12 [24] декабря 1808, Москва) — русский живописец, крупнейший московский портретист екатерининского классицизма; автор хрестоматийного коронационного портрета Екатерины II, составивший также портретную галерею московской знати эпохи её царствования. Академик Императорской Академии художеств (с 1765).

## Ранние годы

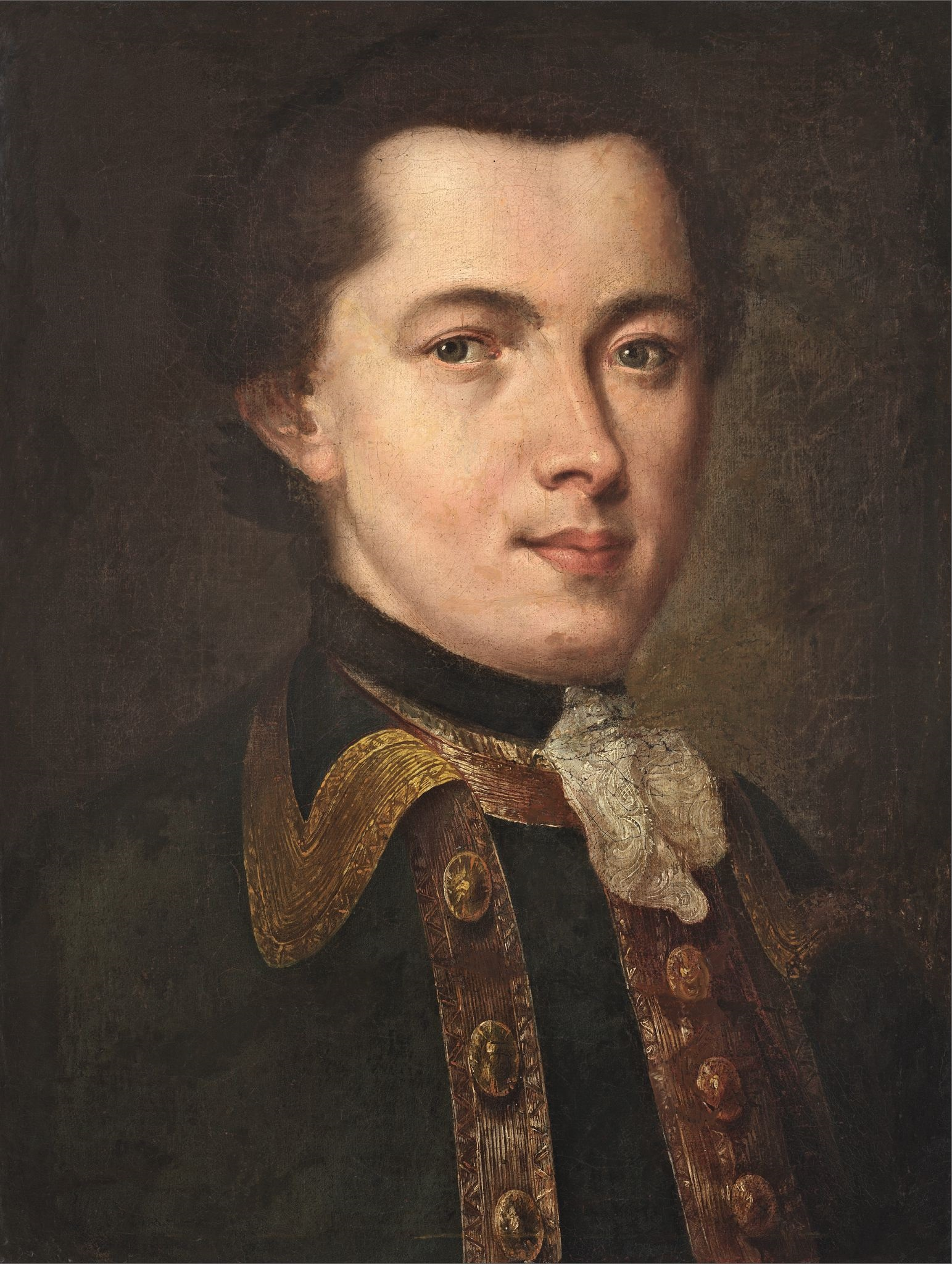
Портрет неизвестного в гвардейском мундире некоторое время считался автопортретом художника

Рокотов родился в тридцатых годах XVIII века в подмосковном имении князей Репниных Воронцово (ныне в границах Москвы). Его происхождение остаётся дискуссионным. Первоначально, на основании того, что его имя стояло под «Правилами Московского английского клуба», в котором могли состоять только дворяне, считалось, что он имел происхождение из псковских дворян Рокотовых — поэтому И. Э. Грабарь полагал возможным считать «Портрет молодого человека в гвардейском мундире» автопортретом художника (в каталоге ГТГ 2015 года это предположение полностью отведено).
Когда в середине 1950-х годов искусствовед А. И. Михайлов обнаружил в Московском областном историческом архиве челобитную Рокотова, датированную августом 1776 года, где тот писал о «моем брате Никите Степанове сыне Рокотове, служителе князя Петра Ивановича Репнина», отпущенном вместе с женой и детьми на волю, он выдвинул версию о происхождении художника из крепостных. Затем, с целью согласования этих двух версий, было сделано предположение, что Фёдор Рокотов мог быть незаконным «хозяйским» ребёнком, — возможно, сыном князя П. И. Репнина, давшего ему вольную ещё в юные годы. Однако, как указывает М. Коробко, на момент зачатия Рокотова князь Репнин постоянно жил в Петербурге в Сухопутном шляхетском корпусе, и если и бывал в Воронцове, то эпизодически, при этом тогда ему должно было быть 12-13 лет, что делает гипотезу об его отцовстве шаткой. При этом попытка в постсоветское время вновь поднять документ о крепостной зависимости, на который ссылался А. И. Михайлов, оказалась безуспешной: «Указанное Михайловым дело по приведенной ссылке современными исследователями (Т. Г. Гармаш) не найдено, как до сих пор не обнаружены документальные свидетельства освобождения от крепостной зависимости самого Фёдора Рокотова».
Известно, что в 1755 году И. И. Шувалов приехал в Москву набирать одарённых юношей для создававшейся в то время в Петербурге Академии художеств. Он заметил Рокотова и увёз его с собой в столицу. Вероятно, юноша поступил в Сухопутный шляхетский корпус, поскольку в первые годы после приезда в Петербург писал в основном кадетов. После получения чина ротмистра, дававшего дворянство, он уволился с военной службы. Ранние работы Рокотова производят впечатление непосредственности, даже некоторой безыскусственности.

## Академия художеств

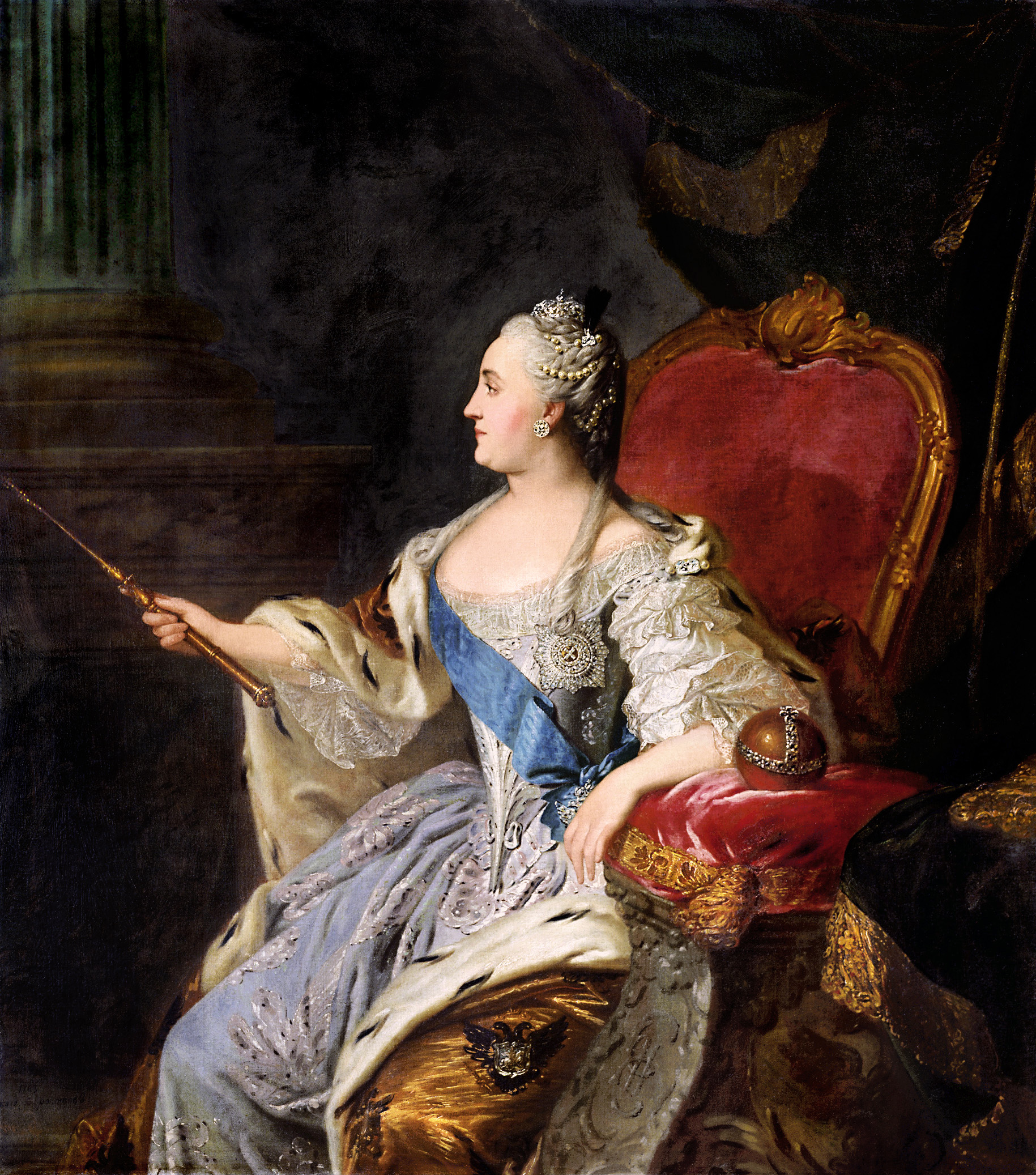
Коронационный портрет Екатерины II (1763)

С 1757 года Академия помещалась в доме Шувалова. Согласно Якобу Штелину, Рокотов занимался здесь с иностранными мастерами Луи Ле Лорреном и Пьетро Ротари, усваивая принципы эстетики рококо; также собрание картин Шувалова должно было произвести на него значительное впечатление. Изображение Шуваловской галереи — единственная известная работа Рокотова в ином жанре, нежели портретный (сохранилась в копии Андрея Зяблова, ученика Рокотова и крепостного Струйского).
В 1760 году, по словесному приказанию Шувалова, Рокотов был зачислен в Академию художеств. С 1762 года, став адъюнктом, уже надзирал над занятиями других учеников. В парадных портретах петербургского периода демонстрирует полное знакомство с приёмами западноевропейской живописи того времени. В 1763 году был приглашён в Москву писать коронационный портрет Екатерины II. «Почти геральдический по своей отточенности профиль» так польстил императрице, что она распорядилась впредь изображать своё лицо по оригиналам Рокотова.
В 1765 году Рокотов был удостоен звания академика «за оказанный опыт в живописном портретном искусстве» и копию с картины Луки Джордано «Венера и Амур». Якоб Штелин видел у него в квартире сразу 50 неоконченных портретов за раз. Хотя преподавательская деятельность в Академии не была занятием прибыльным, её руководитель Иван Бецкой запрещал академикам вести частную портретную практику — вероятно, по этой причине Рокотов в конце 1766 года покинул Петербург и вернулся в Москву.

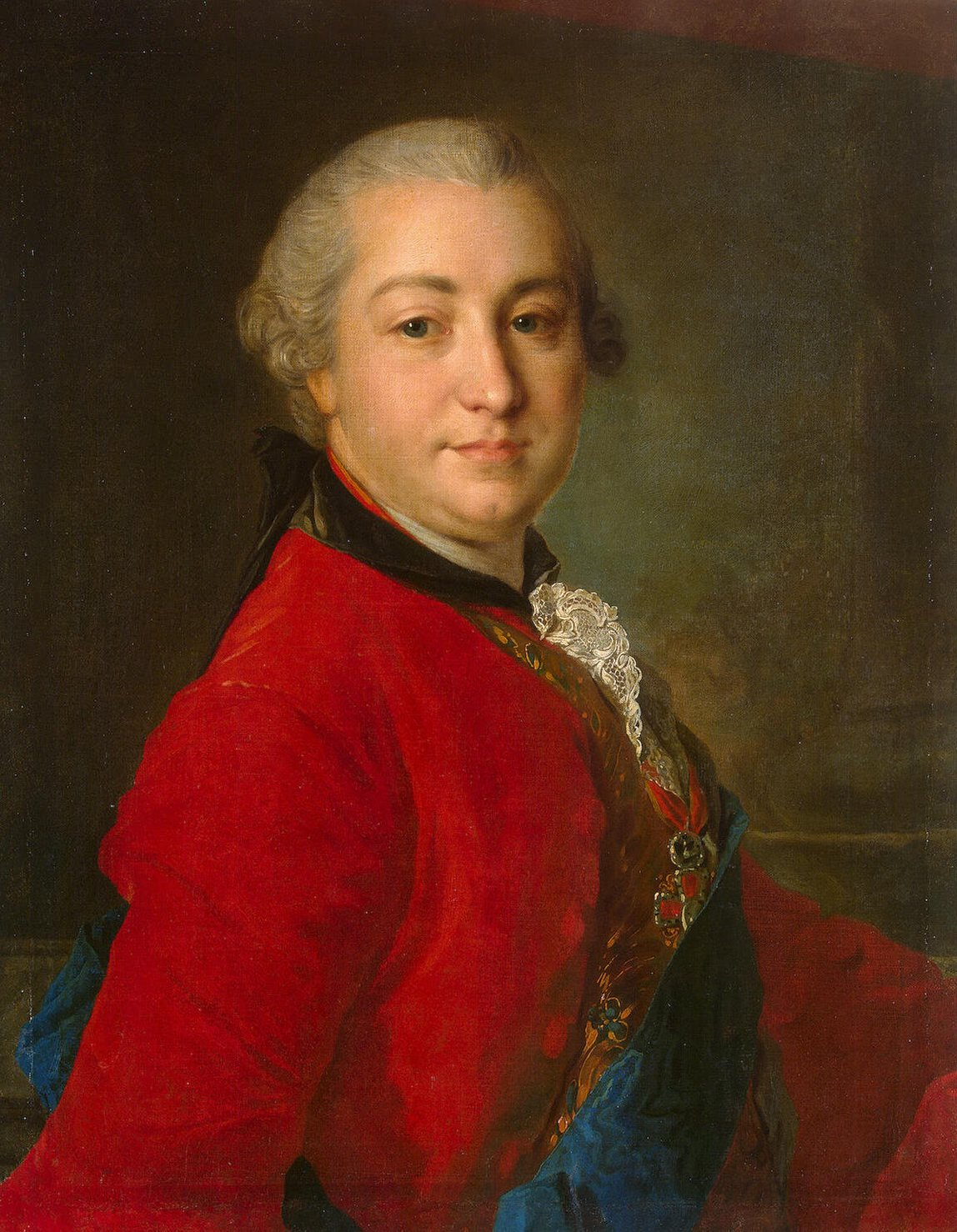
И. И. Шувалов
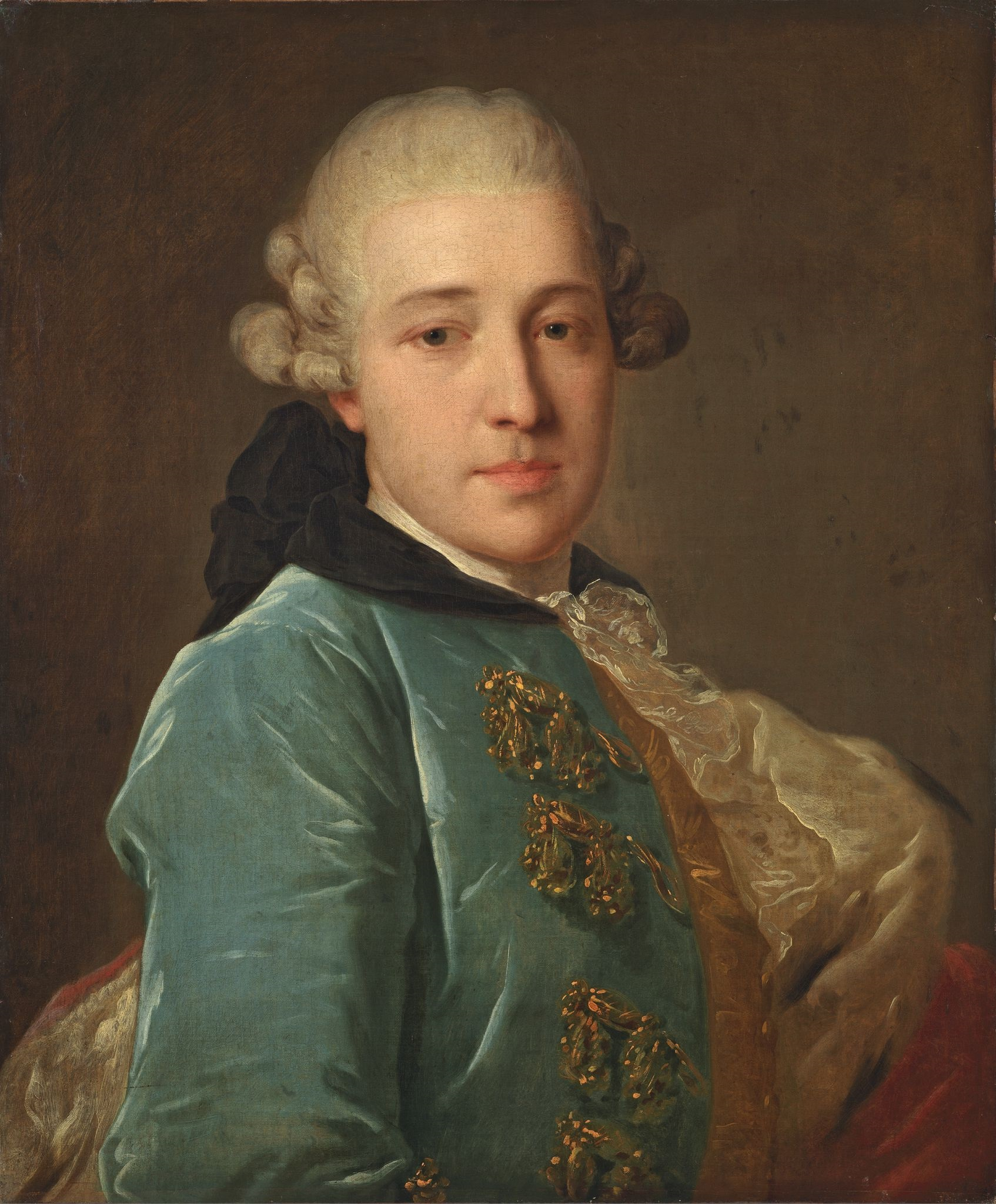
Д. М. Голицын
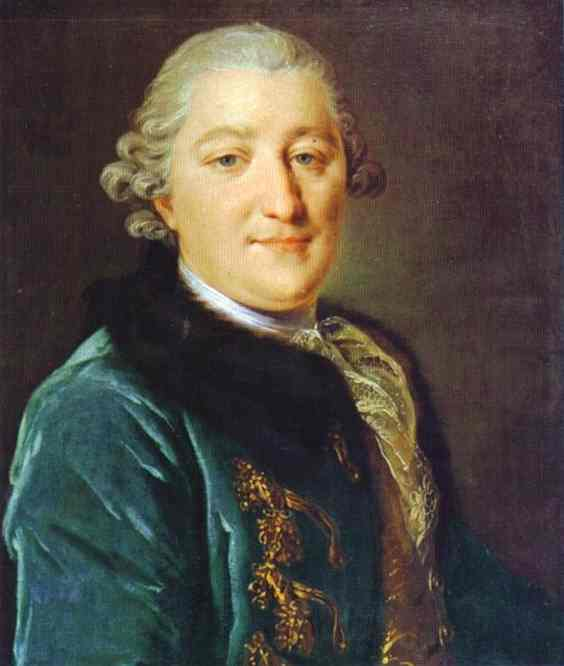
И. Г. Орлов
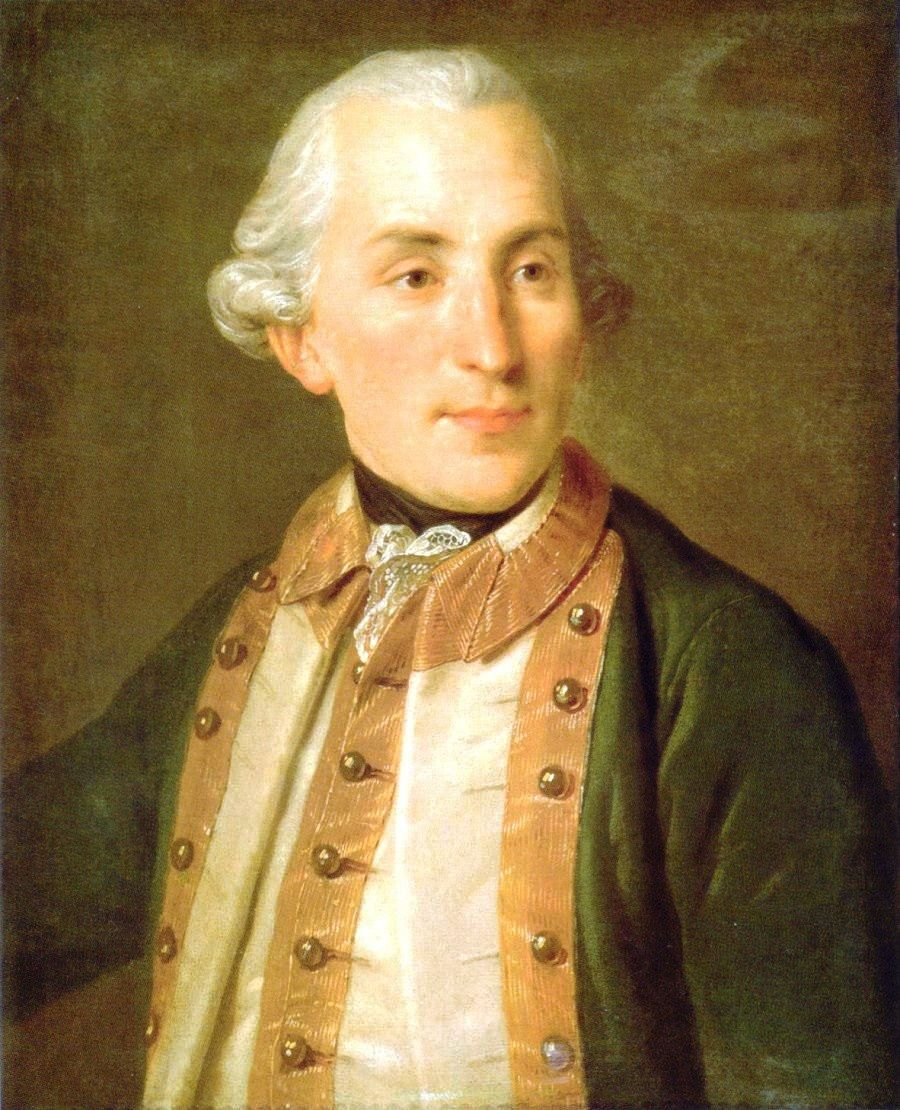
И. Г. Голенищев-Кутузов
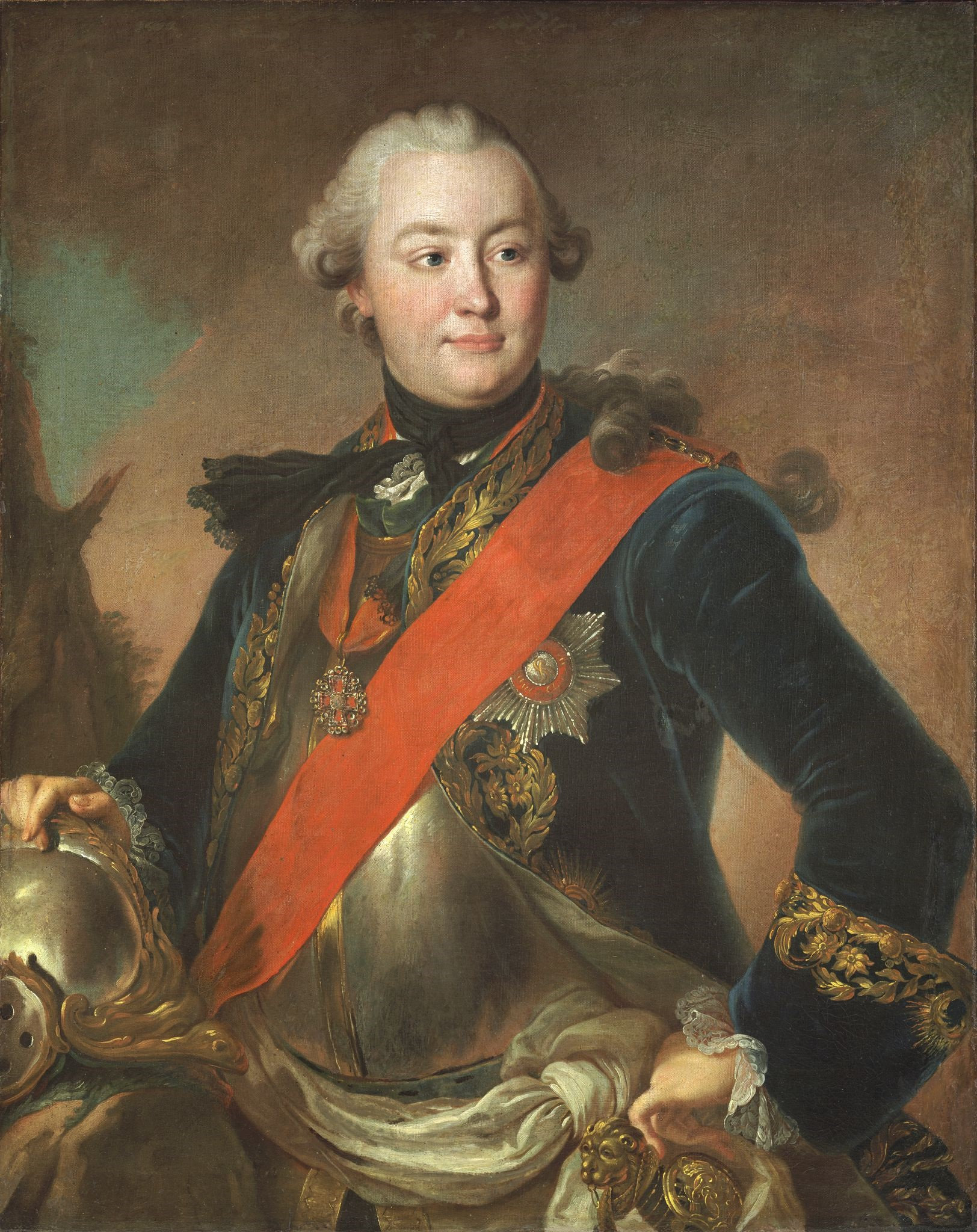
Г. Г. Орлов
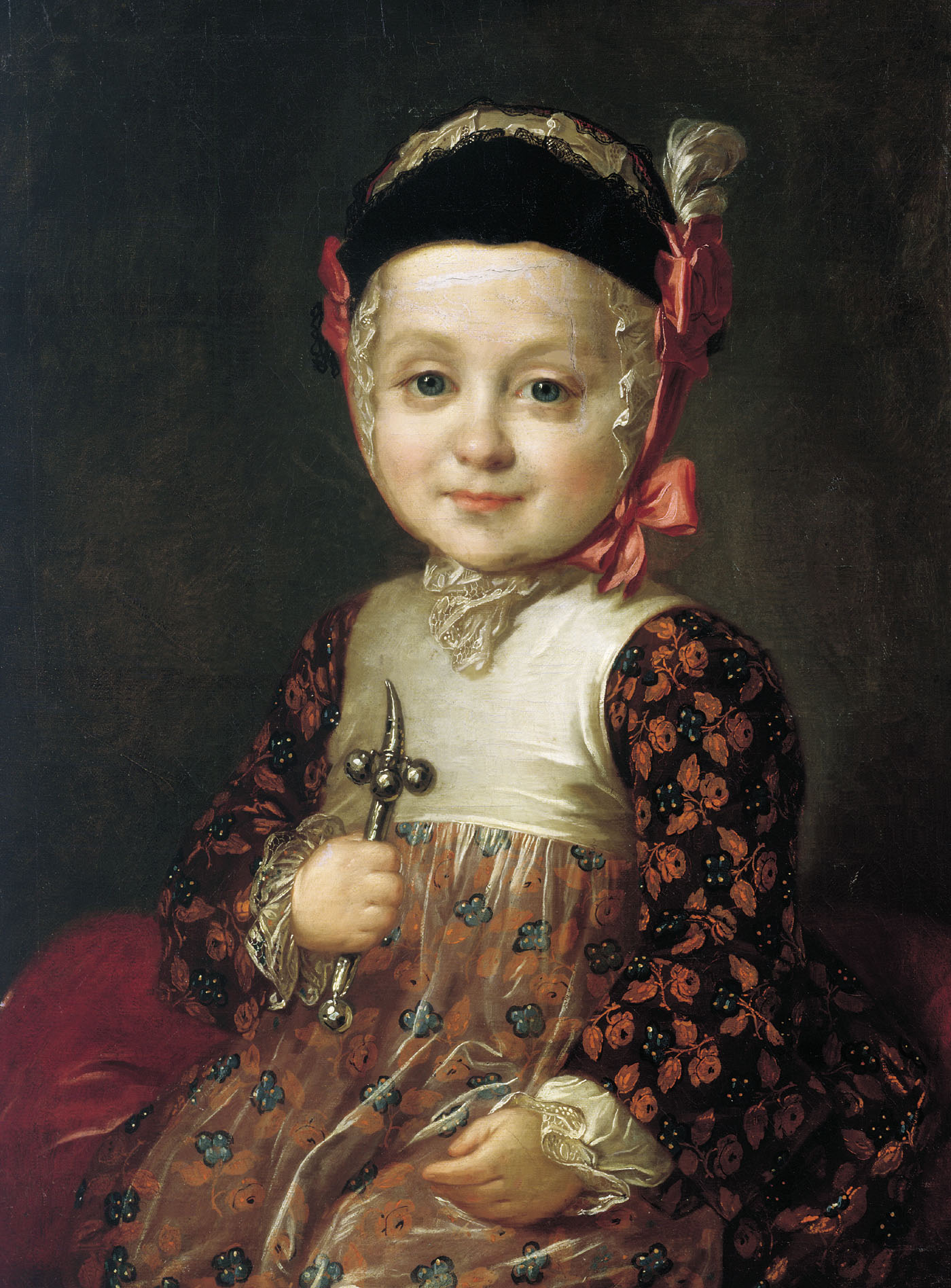
А. Г. Бобринский

## Московский период
В «первопрестольной» на Рокотова посыпались заказы от родовитых московских семей, не избалованных вниманием мастеровитых художников. За свои работы Рокотов брал недорого — всего 50 рублей, в 15 раз меньше, чем требовали заезжие иностранцы. Основное внимание уделял похожести лица, а не отделке платья.
Богдан Умский, заказавший ему в 1768 году серию портретов опекунов Московского воспитательного дома, сетовал, что такой молодой художник «за славою стал спесив и важен». Согласно записи в журнале Опекунского совета от 22 ноября 1768 года, за портреты С. В. Гагарина, П. И. Вырубова и И. Н. Тютчева, он получил по 100 рублей: «Положим академику г-дину Рокотову за написание им трех опекунских портретов за каждый по сту, итого триста Рублев выдать из опекунской суммы и впредь по написании таковых выдавать за каждый по сту Рублев». Хотя последний портрет не был закончен, он также был выкуплен и, среди прочих, находился в Воспитательном доме вплоть до революции. Это был последний официальный заказ, принятый Рокотовым — отныне он работал только для частных клиентов.
С конца 1760-х до начала 1790-х годов художник написал «всю Москву». Из-под его кисти вышли целые фамильные галереи (например, графов Воронцовых), изображающие представителей двух-трёх поколений одного семейства. В советское время считалось, что Рокотов противопоставлял холодной парадной живописи сановного Петербурга портреты нарочито тёплые, непринуждённые, интимные, свидетельствующие о близком знакомстве художника с моделями. Неприятие внешних эффектов, всего показного проявляется в затаённости чувств моделей, в их внутренней сосредоточенности, в эмоциональной приглушённости.

Серьёзные юношеские лица выступают на свет словно из глубокого мрака, исполненные поэтичности и проникнутые обаянием молодости, сквозящим в нежном цвете губ и румянце щёк, во влажном блеске глаз из-под тёмных полукружий бровей. Поток неяркого, но интенсивного света как бы утончает фигуры, часто не охватывая модель в целом, но лишь вызывая из темноты освещённую сторону лица и шеи, выдвинутое вперёд плечо; жидкие мазки белилами или розовой краской создают впечатление мерцания в полутьме кружев, драгоценностей или муаровых лент.— Г. Г. Поспелов
В 1772 году Рокотов стал одним из основателей Московского английского клуба, поставив одну из шести подписей под его правилами. Он также был масоном, как и многие его современники. В 1774 году состоял в московской ложе «Клио». Выписывал новиковский журнал «Утренний свет».
В 1776 году, не имея собственной семьи, он выхлопотал вольную своим племянникам, отдал их в кадетский корпус и сделал своими наследниками.
В 1781 году приобрёл земельный участок на Старой Басманной, в приходе церкви великомученика Никиты.

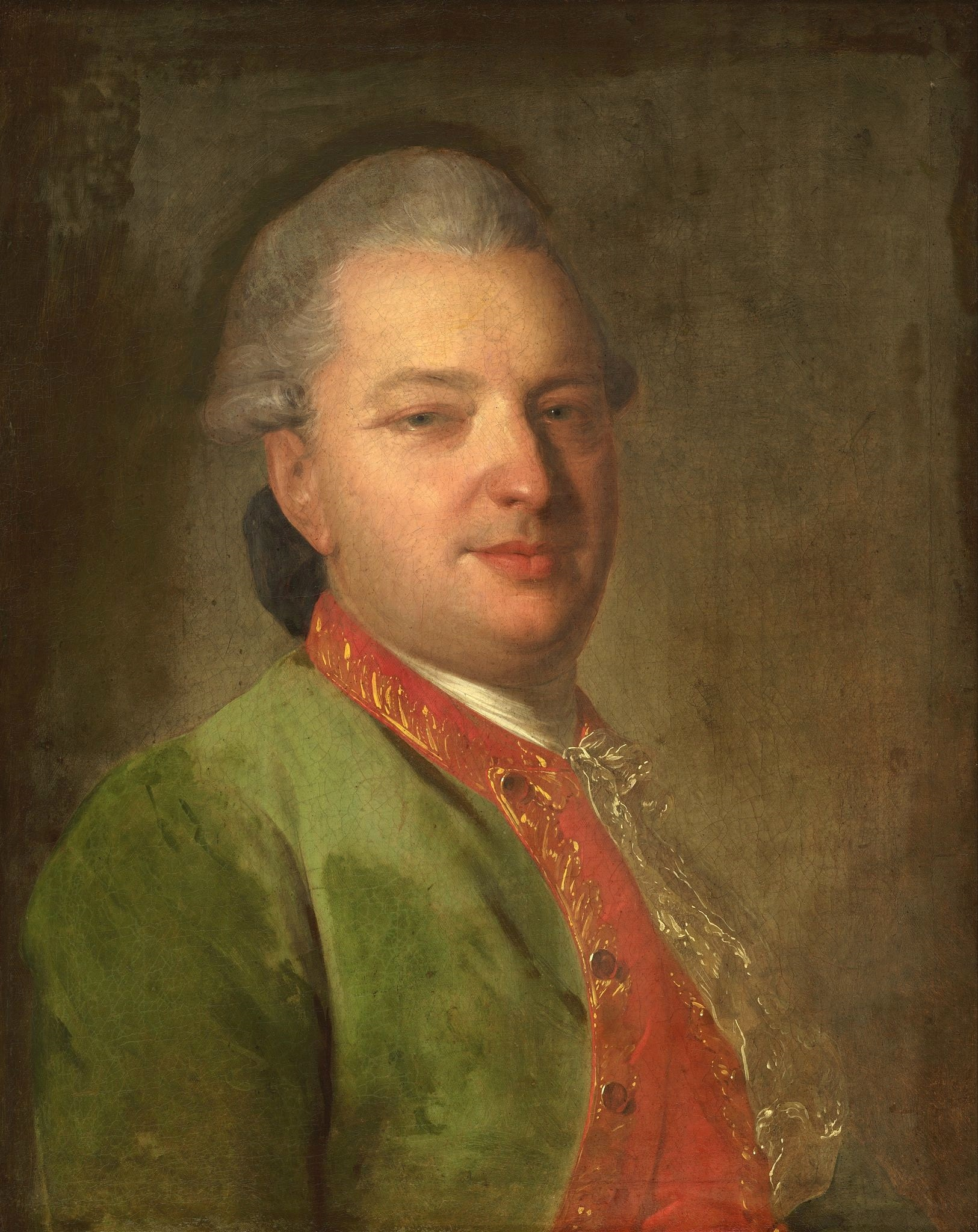
В. И. Майков
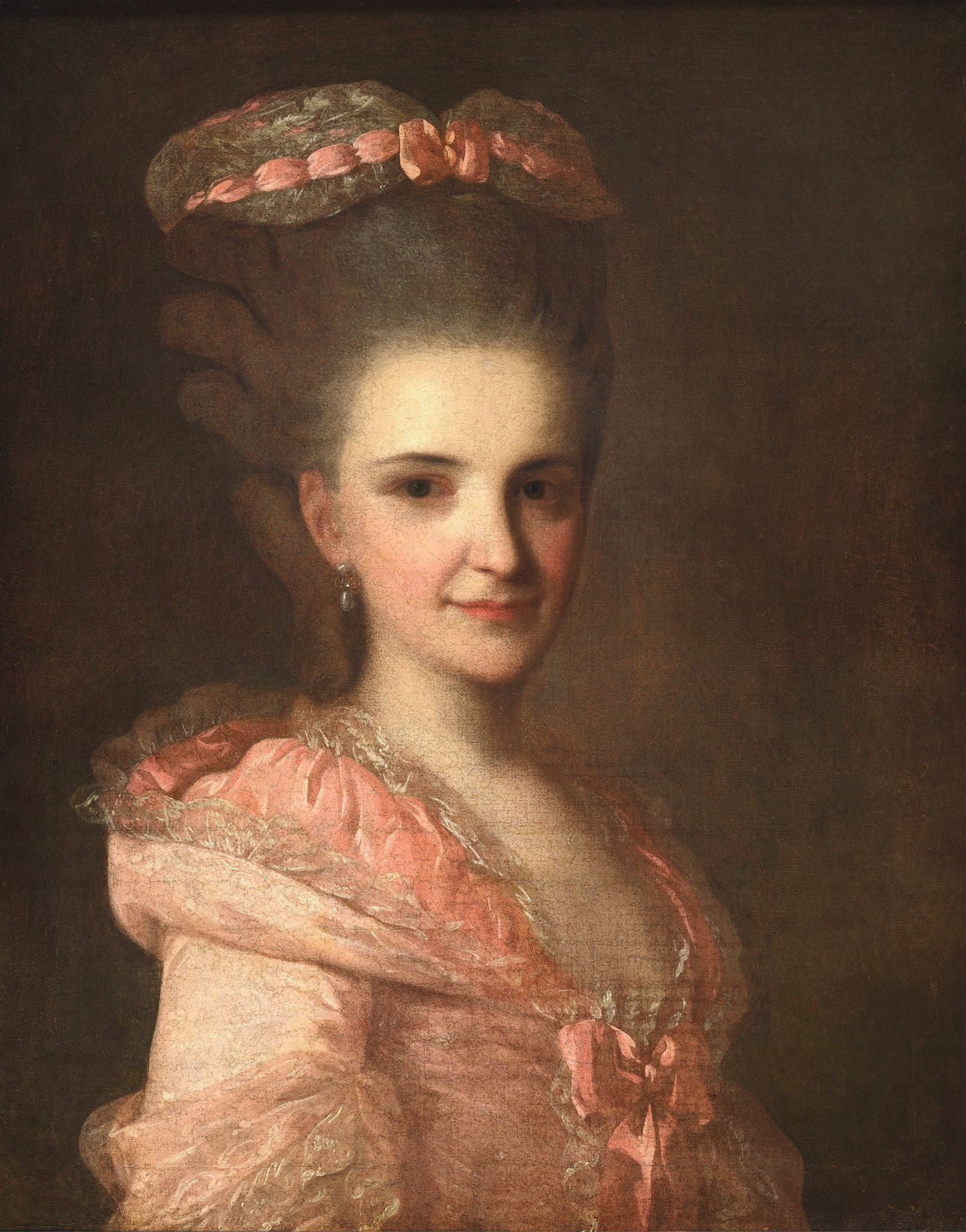
Неизвестная в розовом
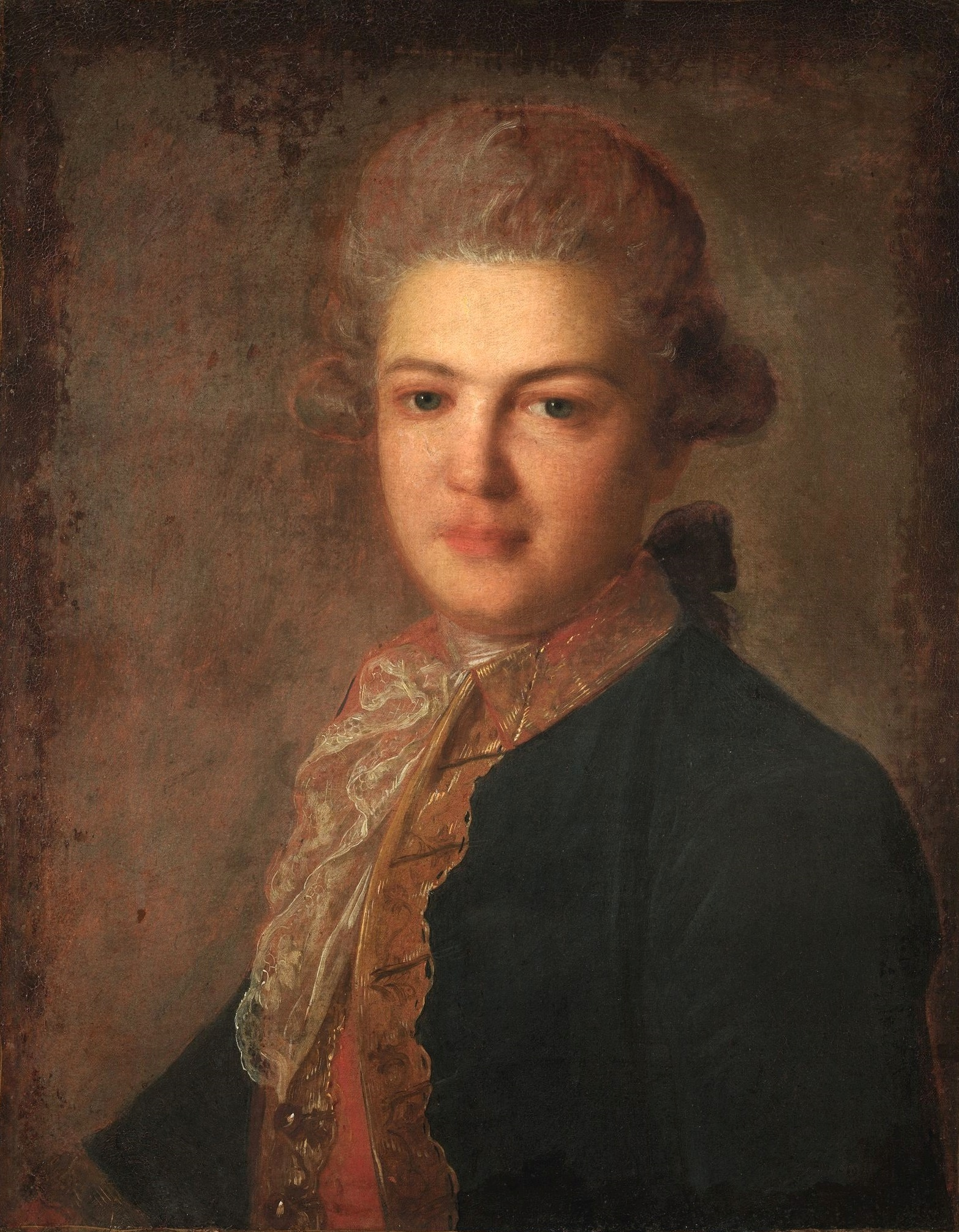
А. И. Воронцов
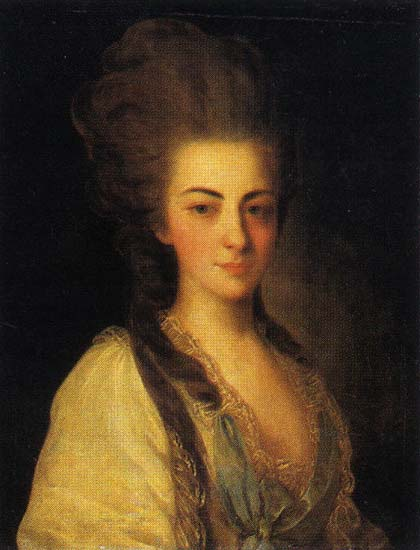
А. И. Протасова
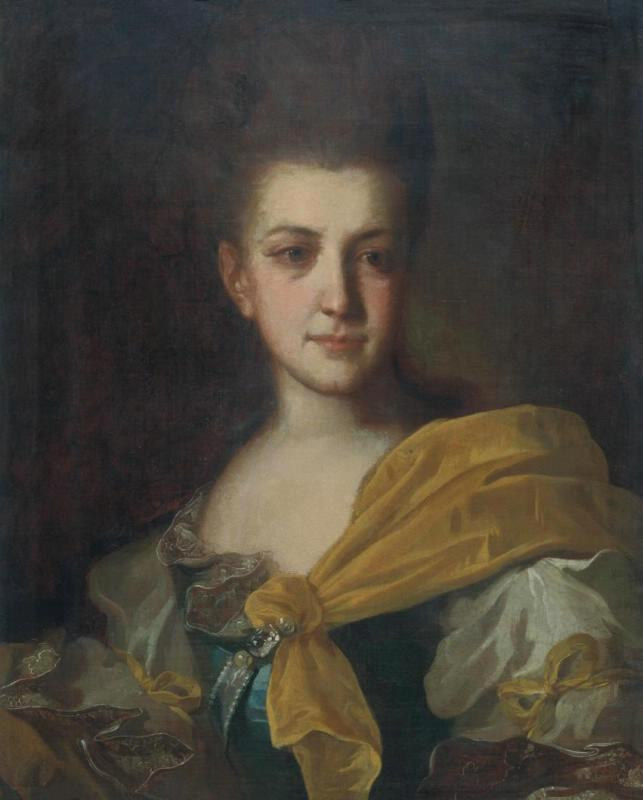
Е. А. Мусина-Пушкина
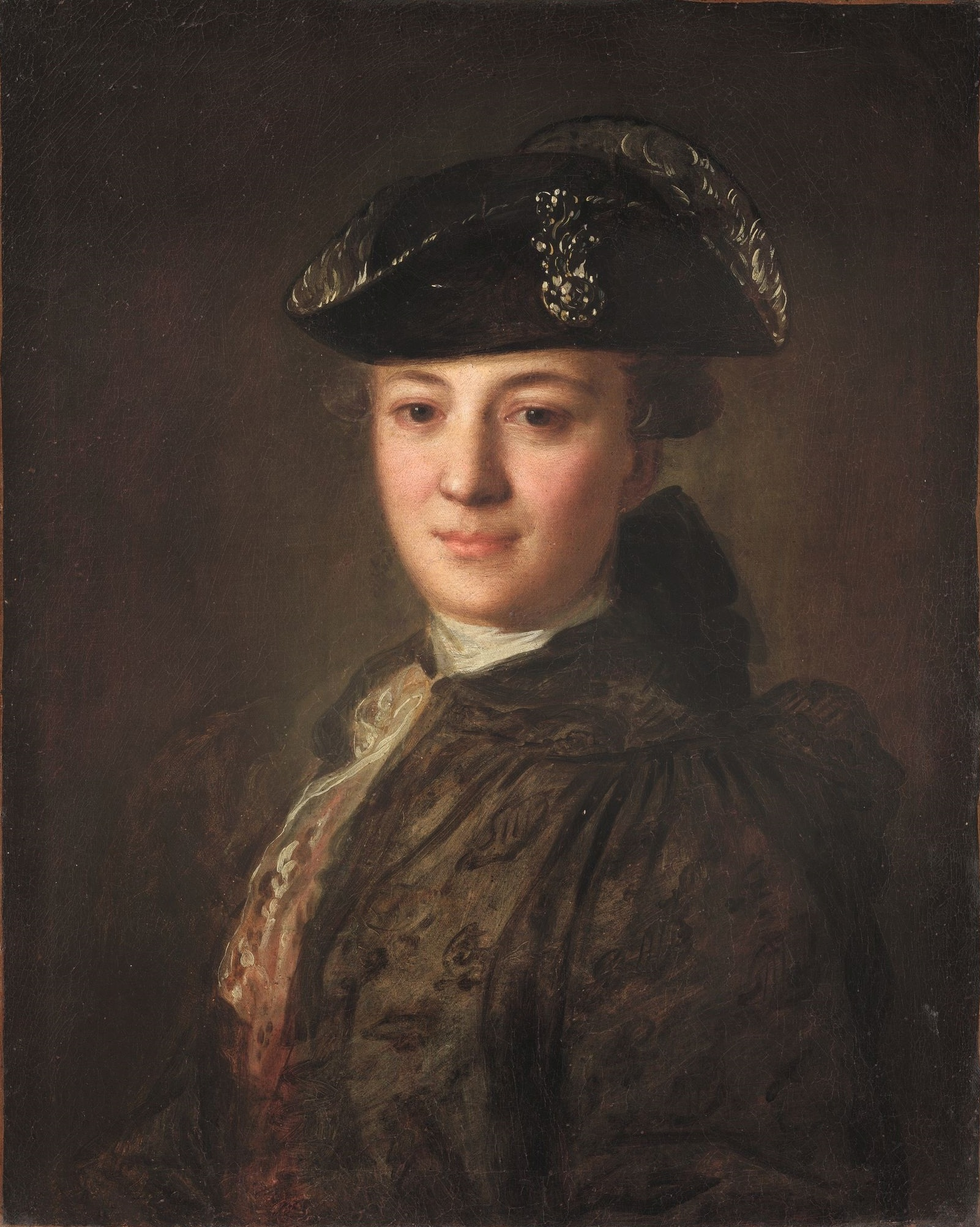
Человек в треуголке

## Поздний Рокотов

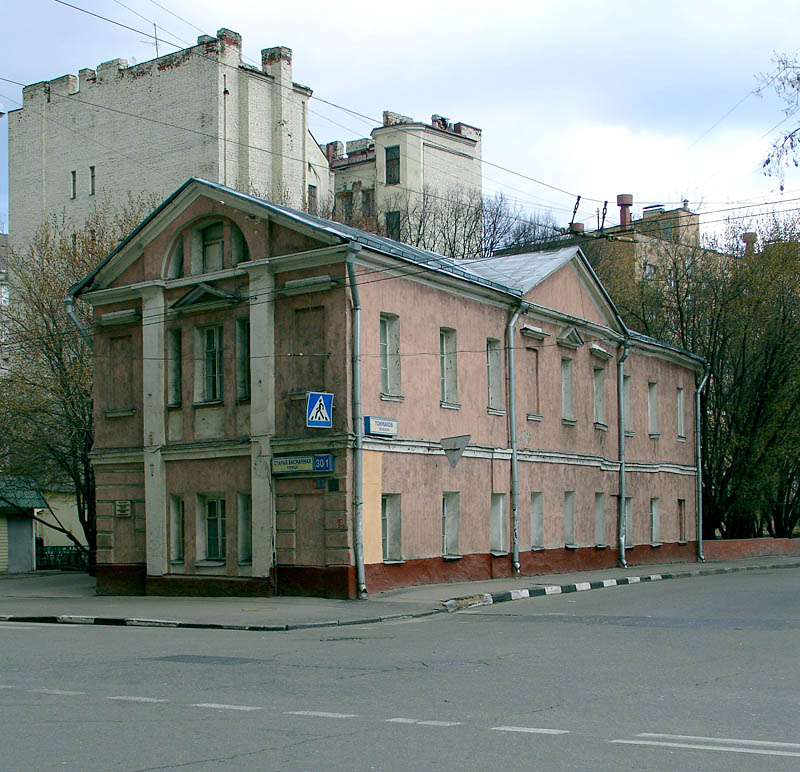
«Дом Рокотова»; угол Старой Басманной и Токмакова переулка.

Количество портретов, приписываемых Рокотову, поражает — при том, что работал он не очень быстро («никогда скорее месяца не рабатывал что-нибудь с натуры»). Вероятно, многие из них были выполнены вместе с учениками (так, в 1787 году в доме Рокотова жили четверо крепостных, и среди них два брата-ученика, 27-летний Пётр и 25-летний Иван Андреевы). В 2006 году Л. Маркина пишет: «в последней монографии И. Г. Романычевой указано 152 подлинных произведения Рокотова, и всего семь работ сохранили автограф мастера. Однако не каждый автограф может служить подтверждением авторства художника».
В 1780-е годы из рокотовской портретописи исчезает та рокайльная дымка, которая придавала им атмосферу недоговорённости, даже некоторой таинственности. «На смену манящей полумгле приходят более отчётливые красочные тона, объёмы становятся более определёнными». Поздние московские портреты Рокотова наряднее и импозантнее прежних — ближе к господствовавшей в то время стилистике классицизма. Художник более тщательно «выписывает воздушные кружева, переливы атласных лент и шёлковых платьев, игру света на драгоценных украшениях», однако заученная мимика и напряжённый взгляд часто не пускают зрителя внутрь образа. Женские портреты, как правило, овальной формы. В лицах моделей всё чаще проскальзывает надменность, осознание своего превосходства над окружающими.
После разгрома московских масонов продуктивность Рокотова резко падает. Последние известные работы датируются началом 1790-х годов; краски на них крайне скупы, почти монохромны. Эти особенности принято объяснять ослаблением зрения художника.
О последних двадцати годах жизни сведений сохранилось немного. Воспитанные им племянники сделали успешную военную карьеру, дослужились один — до звания майора, другой — штабс-капитана.
Художник скончался в Москве 12 (24) декабря 1808 года. Похоронен племянниками на кладбище Новоспасского монастыря, где его могила быстро затерялась.

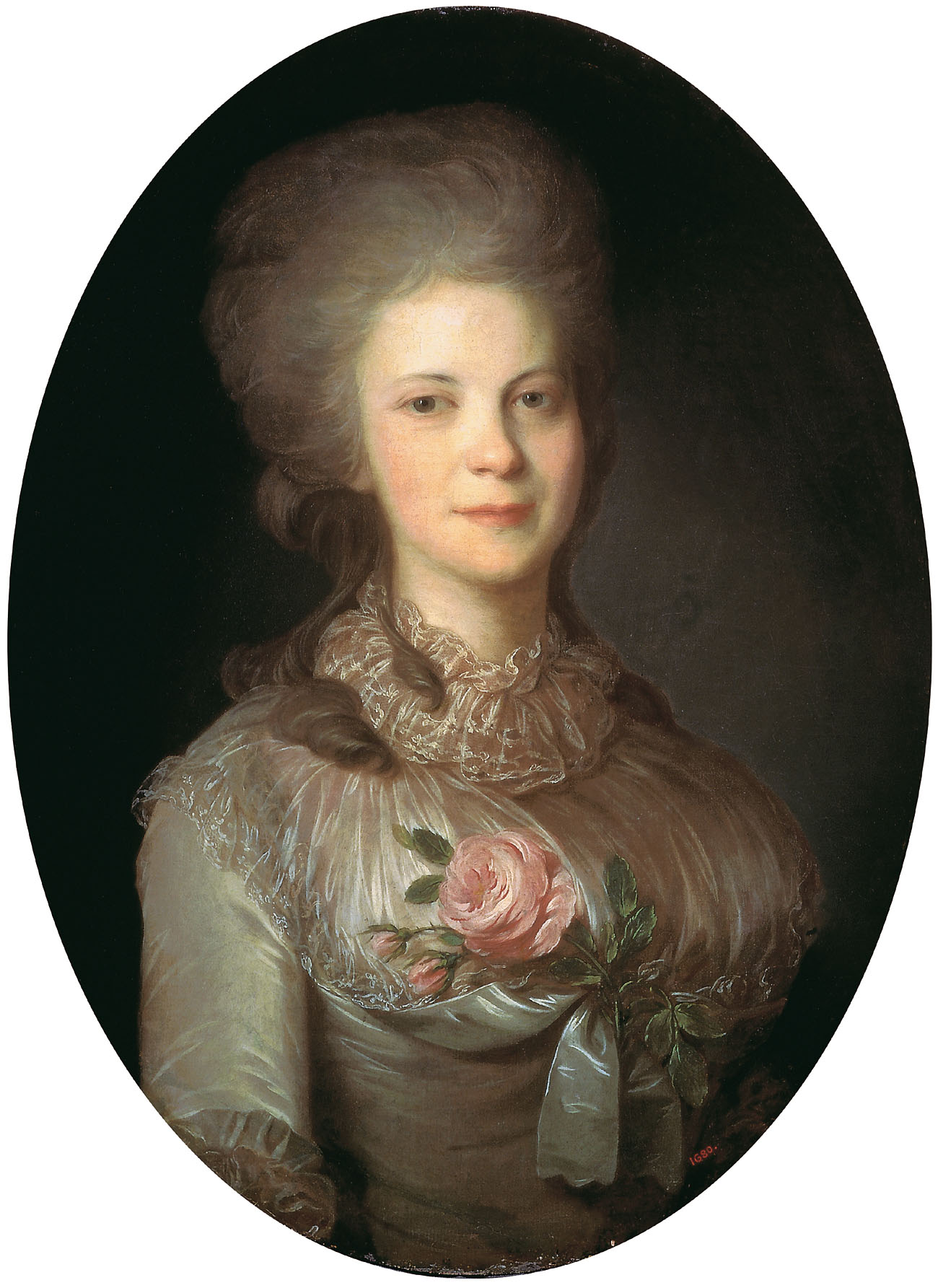
В. Н. Суровцева
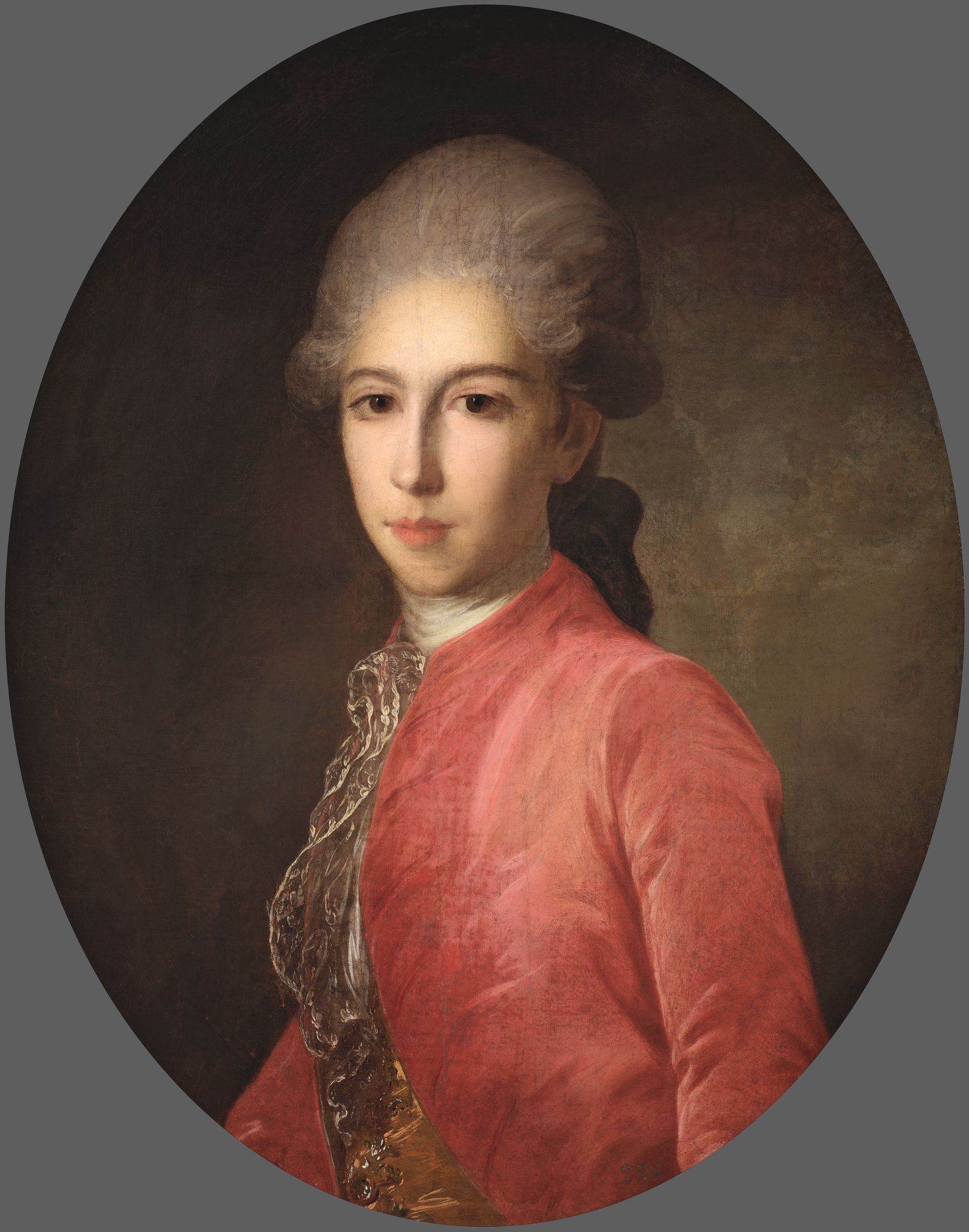
И. И. Барятинский
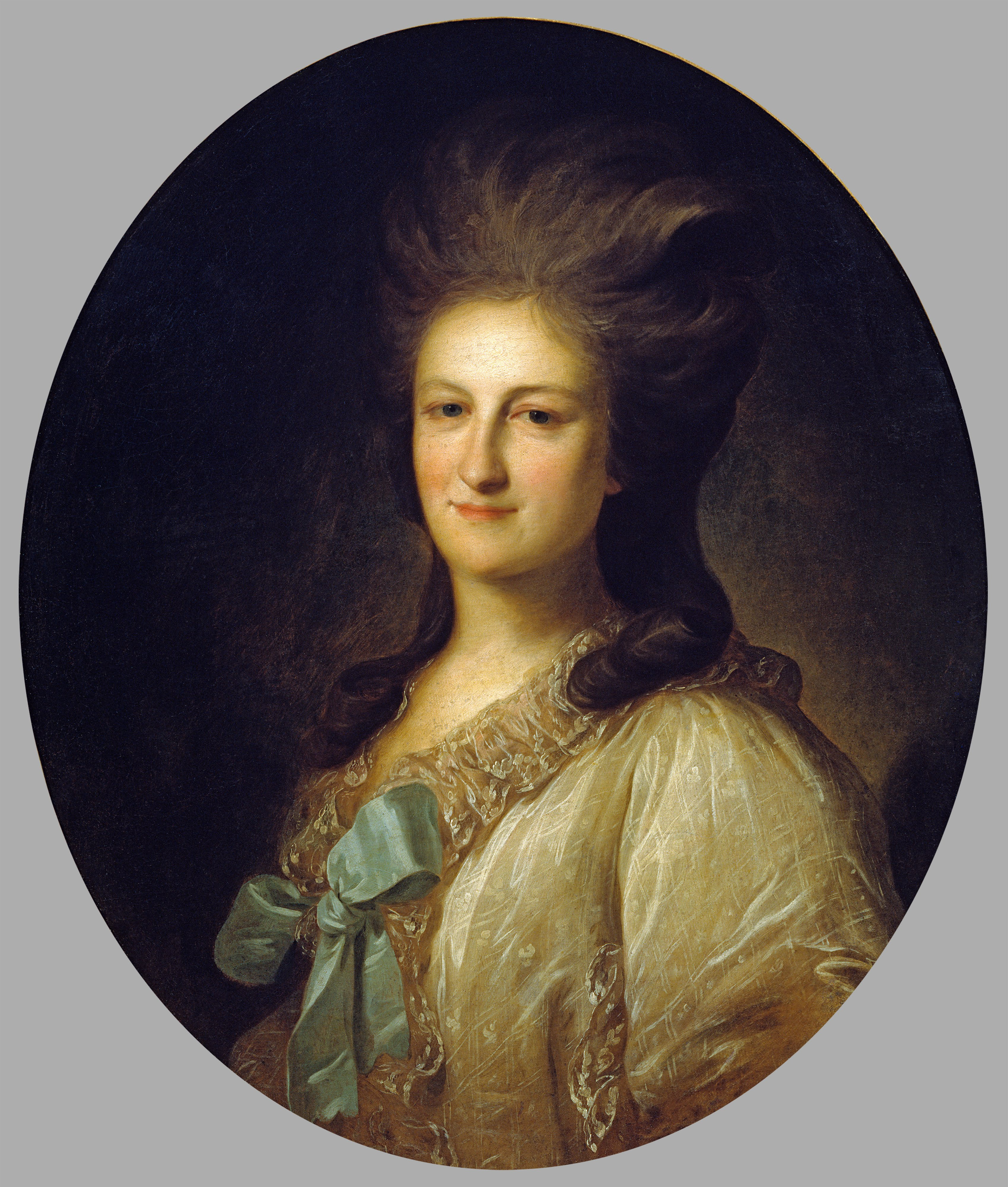
В. Е. Новосильцева
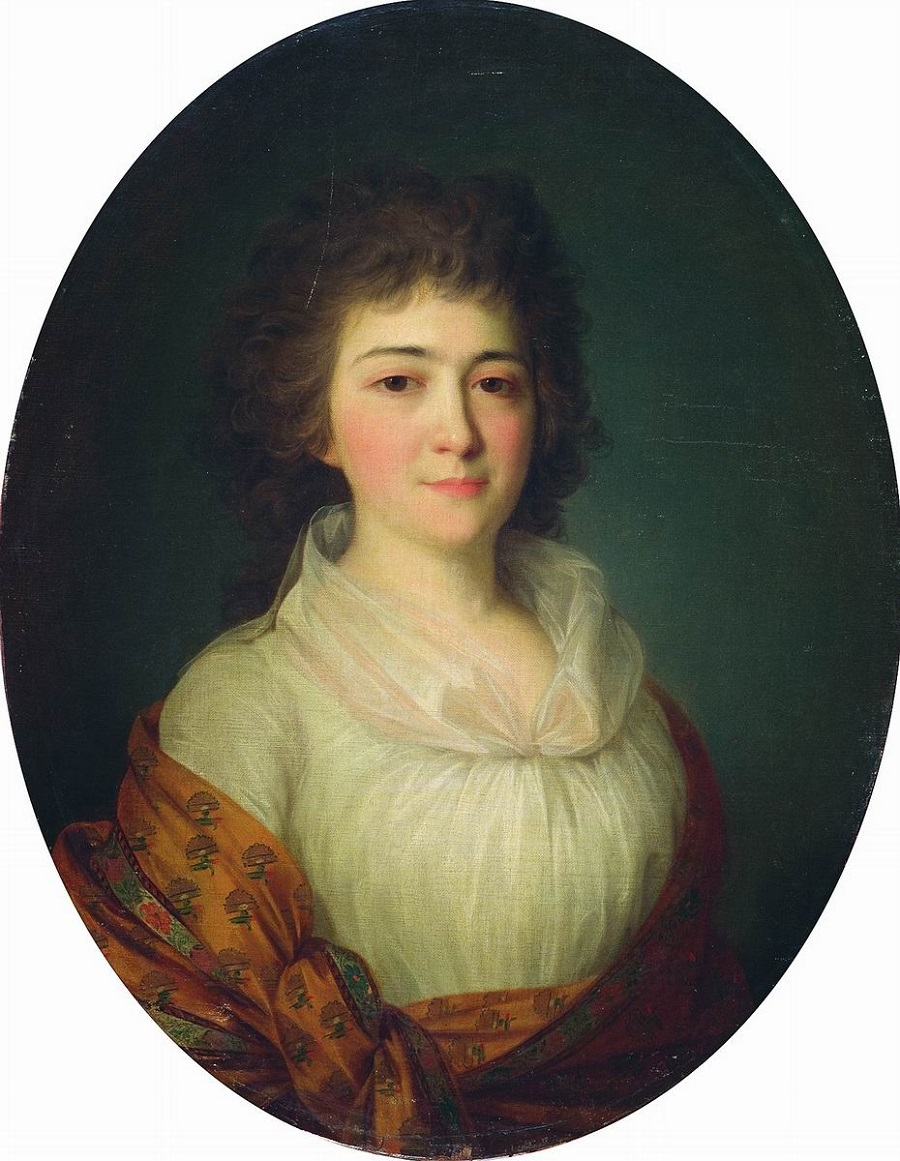
А. М. Дурасова
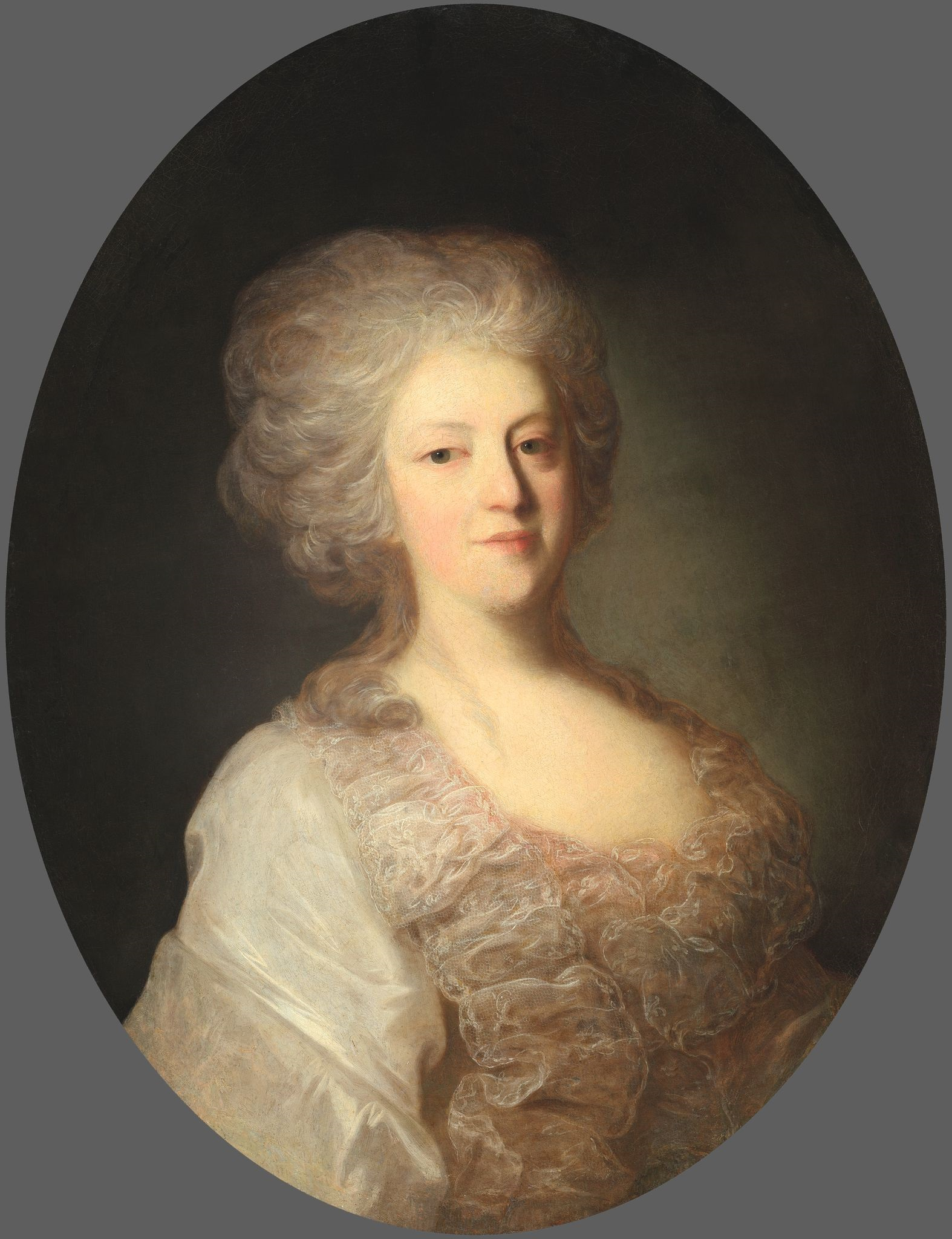
П. Н. Ланская
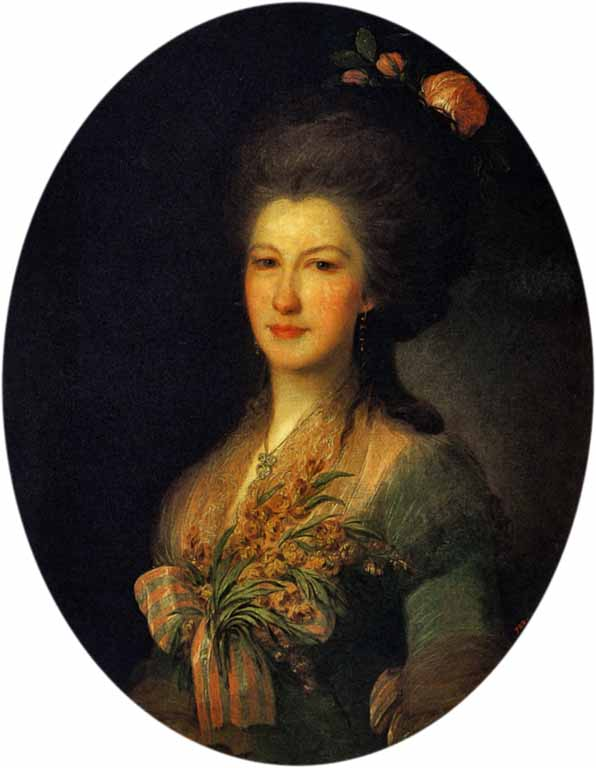
Е. В. Санти

Архивные документы, проливающие свет на последние 20 лет жизни художника, опубликованы в издании «Антикварный мир: отражение сути. Вестник антикварного рынка» (№ 6 за 2013 год).
- 1781 — за 2600 рублей приобретает участок в Гороховском переулке (№ 6), на пересечении двух проезжих переулков, в приходе церкви великомученика Никиты.
- февраль 1782 — ученик Рокотова Иван Казаков подаёт прошение о разрешении на ведение строительных работ на этом землевладении.
- 25 июля 1785 — покупает у Алексея Николаевича Сухотина за 1400 рублей участок на углу Старой Басманной и Токмакова переулка.
- 31 июля 1785 — подаёт прошение о разрешении строительства на этом участке.
- 12 августа 1785 — подаёт уточняющую экспликацию к плану (существует план владения).
- 1785 — строится, на время строительства снимает жильё у Журавлёва вместе с пятью учениками, племянниками и домочадцами.
- 1786 — имена Рокотова и его учеников отсутствуют в исповедальных ведомостях храма великомученика Никиты.
- 1787 — живёт в собственном доме на Старой Басманной вместе с четырьмя крепостными; среди них два ученика, братья Пётр и Иван Андреевы (27 и 25 лет).
- 1788 — живёт в собственном доме, учеников с ним уже не значится.
- 15 мая 1789 — продаёт своё владение Марии Петровне Шереметевой за 6000 рублей. На фасаде сохранившегося усадебного флигеля (№ 30/1, стр. 2 по Старой Басманной улице)[* 6] установлена мемориальная доска, на которой отмечено время проживания здесь художника с 1785 по 1793 год.
- 1790 — информация о месте пребывания художника отсутствует.
- 1791 и 1792 — продолжает жить в районе Старой Басманной, но уже снимая жильё.
- 1793 — покупает имение Аниково в Звенигородском уезде: возможно, на своё имя, а затем переписывает его на племянников. В исповедальных ведомостях сведения разнятся — в одном случае вотчинником назван Рокотов, в другом — его племянники.
- 1794 и 1795 — живёт в районе Старой Басманной в доме купца А. В. Горошкова. Кроме служителей, при художнике находятся три ученика.
- 1801—1804 — живёт в Аниково, которое затем продаёт (в 1807 году у имения новый владелец). По «Экономическим примечаниям» 1800 года в деревне было 9 дворов, 49 мужчин, 51 женщина и деревянный господский дом со службами.
- 24 апреля 1806 — покупает за 5000 рублей своё последнее владение в Москве, у Спасской заставы близ Воронцовской улицы, в приходе церкви Сорока Севастийских мучеников; соседом его был князь Вадбольский. Строится, живёт с вышедшим в отставку в 1798 году племянником Иваном Меньшим и служителями.

## Наследие
В провинциальных музеях и частных коллекциях хранится множество портретов в рокотовском стиле. Имена большинства моделей утрачены и восстанавливаются более или менее гадательно. Очевидно, в Москве конца XVIII века существовал целый «круг Рокотова». Творческие особенности художников, подражавших знаменитому мастеру, в том числе его непосредственных учеников, до сих пор прояснены плохо — соответственно, весь этот массив живописи продолжает атрибутироваться именно Рокотову.
Имя и творчество художника до начала XX века даже в искусствоведческих изданиях вспоминали редко. В его «возвращении» огромная заслуга принадлежит Сергею Дягилеву, который устроил в 1905 году в Петербурге в Таврическом дворце «Историко-художественную выставку русских портретов». В это время Русский музей не имел ни одной его работы, а в Третьяковской галерее находился только «Портрет Г. Г. Орлова». Только в 1920-х годах в государственные музеи стали поступать картины Рокотова из национализированных частных коллекций.

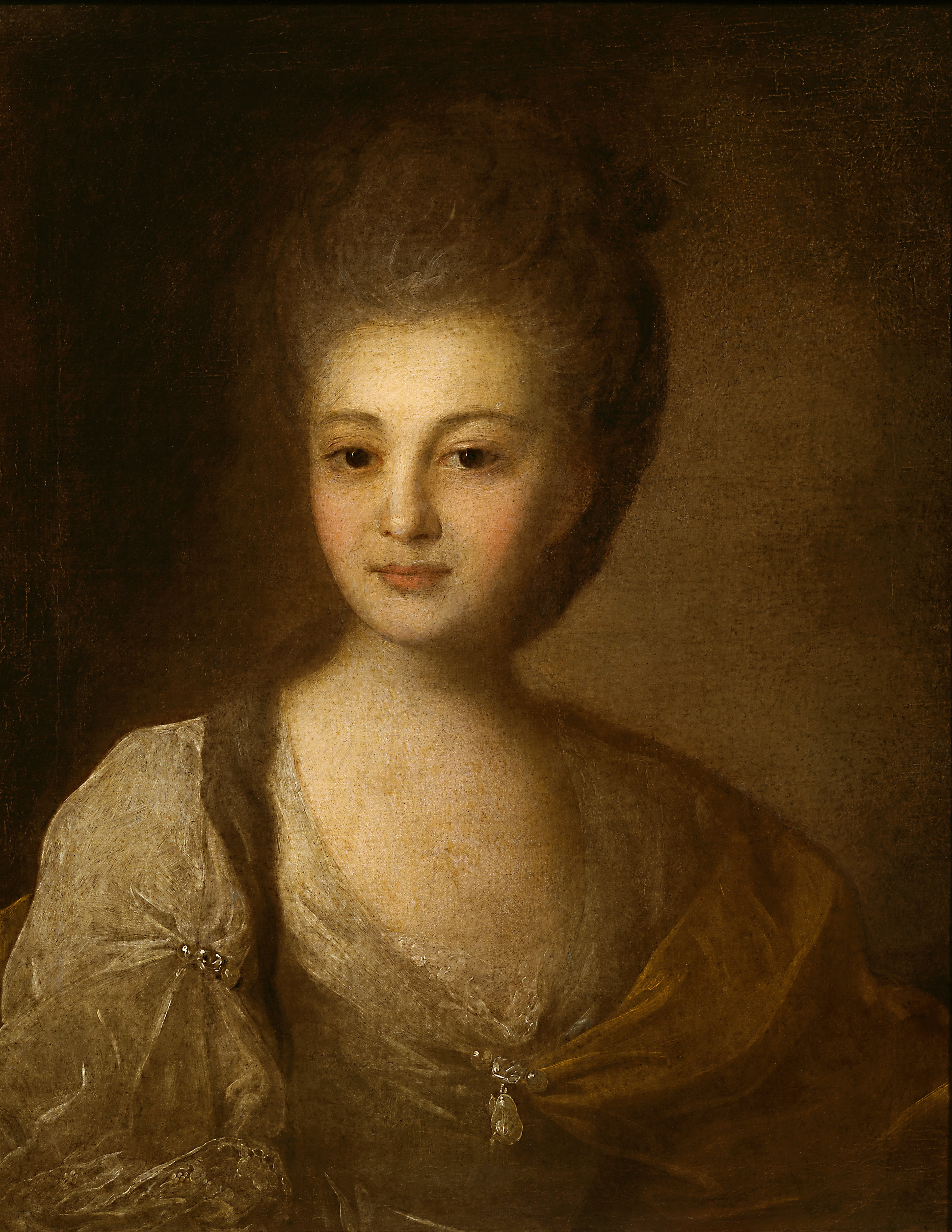
Портрет А. П. Струйской

Интерес широкой публики к портретисту XVIII века был поддержан Николаем Заболоцким, который на портрет А. П. Струйской в 1953 году написал стихотворение, ставшее хрестоматийным:
Её глаза — как два тумана,

Полуулыбка, полуплач,

Её глаза — как два обмана,

Покрытых мглою неудач.

Соединенье двух загадок,

Полувосторг, полуиспуг,

Безумной нежности припадок,

Предвосхищенье смертных мук.
В 1978 году на юго-западе Москвы, в районе Ясенево, появилась улица Рокотова. В 2008 году в Новоспасском монастыре был установлен памятный камень. В 2010 году Почта России выпустила марки, посвящённые художнику.